# Imparfinis minutus
Imparfinis minutus är en fiskart som först beskrevs av Lütken, 1874.  Imparfinis minutus ingår i släktet Imparfinis och familjen Heptapteridae. Inga underarter finns listade i Catalogue of Life.